# Nigerian Army
Il Nigerian Army (NA) è il più grande componente delle forze armate nigeriane, e responsabile per le operazioni di guerra terrestre. Alla fine del 2013 la forza dell'esercito permanente ammontava a quasi 100.000 uomini. Altri 82.000 membri delle forze paramilitari addestrate erano disponibili per aumentare le unità regolari, se necessario. Esso è governato dal Consiglio dell'esercito nigeriano (NAC).
Dato il suo notevole investimento nel materiale, l'esercito nigeriano viene generalmente percepito come una delle forze combattenti meglio equipaggiate del continente africano. Si fa carico di sfide alla sicurezza della nazione, in particolare l'insurrezione di Boko Haram.
Gli elementi originali della Royal West African Frontier Force (RWAFF) in Nigeria vennero formati nel 1900. Durante la seconda guerra mondiale, le truppe nigeriane addestrate dai britannici videro l'azione con la 1st (West Africa) Infantry Brigade, l'81st e l'82nd (West Africa) Division, che combatterono nella Campagna dell'Africa Orientale Italiana e in Estremo Oriente.
In Nigeria, da una forza di 18.000 uomini in battaglioni di fanteria e unità di supporto, la forza salì a circa 126.000 in tre divisioni, entro la fine della guerra civile nigeriana nel 1970. In termini di dottrina, il compito dell'esercito federale nigeriano non è fondamentalmente cambiato: il suo compito è rimasto di finire e sconfiggere un nemico organizzato.
La rapida espansione vide un forte calo della qualità delle truppe. Il processo di espansione nigeriano portò ad una carenza estrema di sottufficiali, con tenenti colonnelli appena creati comandanti di brigate, e plotoni e compagnie spesso comandate da sergenti e marescialli. Ciò provocò un provvisorio command-and-control e nel lavoro di stato maggiore rudimentale. Un risultato del senso di debolezza è che tre divisioni federali combatterono in modo indipendente, e gareggiarono per uomini e materiali. Scrivendo in uno studio del 1984, il maggiore Michael Stafford dello U.S. Marine Corps osservò che "soldati inesperti, scarsamente addestrati e malamente guidati manifestarono la loro mancanza di professionalità e di indisciplina nei massacri di civili innocenti e nel fallimento di eseguire in modo efficace le tattiche di fanteria." Tra i risultati vi fu massacro di Asaba del 1967.
L'influenza delle singole personalità sono generalmente maggiori negli eserciti degli stati in via di sviluppo, in quanto tendono ad avere quadri istituzionali più deboli. Personaggi chiave coinvolti in Nigeria inclusero l'allora colonnello Olusegun Obasanjo. Obasanjo fu particolarmente importante grazie ai suoi sforzi per riorganizzare il suo comando, la 3ª Divisione, durante la guerra civile per migliorare la logistica e l'amministrazione. La riorganizzazione che istituì fece la divisione in grado di eseguire l'offensiva che concluse la guerra civile.
L'esercito nigeriano combatté la guerra civile significativamente sotto-risorse; le memorie di Obasanjo riportano la mancanza di scorte di materiale in più per la mobilitazione, e il "sistema caotico e inaffidabile di approvvigionamento e vettovagliamento", che durò per tutto il periodo della guerra. Gli embarghi d'armi imposti da diversi paesi occidentali resero la situazione più difficile.

## Il coinvolgimento in politica
La comunità di intelligence degli Stati Uniti ha concluso nel novembre 1970 che "[...]La guerra civile nigeriana si è conclusa relativamente con poco rancore. Gli Igbo sono accettati come cittadini in molte parti della Nigeria, ma non in alcune aree dell'ex Biafra dove si trovavano un tempo dominanti. Igboland è una zona sovrappopolata, economicamente depressa, dove è probabile che una massiccia disoccupazione continuerà per molti anni.
Gli analisti Usa hanno detto che "[...]la Nigeria è ancora molto una società tribale [...]", in cui le alleanze locali e tribali contano più dell'"attaccamento nazionale. Il generale Yakubu Gowon, capo del governo federale militare (FMG) è il leader nazionale accettato e la sua popolarità è cresciuta dopo la fine della guerra. Il FMG è né molto efficiente né dinamica, ma il recente annuncio che intende mantenere il potere per altri sei anni, ha generato poca opposizione finora. l'esercito nigeriano, notevolmente ampliato durante la guerra, è sia il principale sostegno alla FMG e la minaccia principale per esso. le truppe sono scarsamente addestrati e disciplinati e alcuni ufficiali si stanno rivolgendo a cospirazioni e tramando. Pensiamo che Gowon avrà grandi difficoltà a stare in ufficio attraverso il periodo che ha detto è necessario prima che il fatturato del potere ai civili. la sua improvvisa rimozione sarebbe abbassare le prospettive per la stabilità della Nigeria".

## Struttura
Le divisioni nell'esercito nigeriano nacquero durante la guerra civile nigeriana, quando nell'agosto-settembre 1967, l'Area Comando 1 a Kaduna venne redesignata 1ª Divisione di Fanteria, la 2ª Divisione venne costituita sotto il colonnello Murtala Mohammed, e l'allora Lagos Garrison Organisation venne ribattezzata 3ª Divisione di Fanteria, per poi essere ribattezzata 3th Marine Commando sotto il colonnello Benjamin Adekunle.
Alla fine della guerra civile, le tre divisioni dell'esercito vennero riorganizzate in quattro divisioni, con ognuna controllando i territori che vanno dal Nord al Sud, al fine necessario di attenuare l'ex struttura regionale. Ogni divisione ha avuto così accesso al mare rendendo in tal modo la cooperazione TriService e il supporto logistico più facile. Questa formula di distribuzione venne poi abbandonata a favore della presente assegnazione dei settori alle divisioni. Così la 1ª Divisione con QG a Kaduna è allocata nel settore Nord-Ovest; la 2ª Divisione con QG a lbadan nel settore Sud-Ovest, la 3ª Divisione con QG a Jos nel settore Nord Est e l'82ª Divisione con QG a Enugu nel settore Sud-Est.
Le sue formazioni comprendono la 1ª Divisione, con sede a Kaduna nel nord-ovest, e la 2ª Divisione (QG Ibadan a sud-ovest, che comprende la 32nd Artillery Brigade ad Abeokuta). La 2ª Divisione eventualmente include anche la 4th Brigade a Benin City, con il 19th Battalion a Okitipupa e il 195th Battalion a Agenebode. Il 52th Signals Regiment può essere l'unità di comunicazioni divisionale. La sede della 3ª Divisione Corazzata è nell'acquartieramento di Rukuba, Jos, nel Nord-Est, e comprende la 21th Armoured Brigade (Maiduguri), la 23th Brigade (Yola), e la 33rd Artillery Brigade. La sede dell'81ª Divisione (Anfibia) a Lagos, che comprende la 9th Brigade, con sede presso il complesso d'Ikeja a Lagos, la sede della 82ª Divisione (Aviotrasportata e anfibia) a Enugu nel sud-est, che comprende la 2nd Brigade a Port Harcourt, la 13th Brigade a Calabar e la 34th Artillery Brigade a Obinze/Owerri. La Divisione Composita a Enugu venne costituita nel 1964 come 4th Infantry Division, nel 1975 divenne Lagos Garrison Organisation; nel 1981 divenne 4ª Composite Division; divenne una Divisione Composita nel maggio 2002. La 3ª Divisione Corazzata era responsabile nel 1983 per la sicurezza delle aree confinanti con il Ciad.
Lagos e Abuja hanno comandi di guarnigione, con il presidio di Lagos grande come una divisione. L'81ª Divisione è stata la Divisione più giovane nell'esercito nigeriano. La divisione venne costituita il 26 maggio 2002, quando il Lagos Garrison Command (come si chiamava allora) venne aggiornato a una divisione vera e propria. La Divisione quindi ereditò i ruoli di protezione finora svolti dal defunto Lagos Garrison Command. Tuttavia, un successivo articolo non datato in un giornale on-line nigeriano dice che l'81ª Divisione è stata poi di nuovo rinominata Lagos Garrison Command. Nel 1980, le brigate dell'esercito includevano la 7th Infantry Brigade a Sokoto. Ci sono anche delle Brigate d'Artiglieria Divisionale, tra le quali vi sono la 32nd e 34th Artillery Brigade, unità del corpo d'ordigni e Reggimenti da Combattimento del Genio, e molte altre unità di supporto di servizi sparse in tutto il paese.
La 7th Infantry Division venne istituita nel mese di agosto 2013 per la guerra contro Boko Haram. La creazione della nuova divisione ha portato a sei le divisioni dell'esercito nel Paese. La 7ª Divisione, conosciuta anche come JTF-RO, è attualmente situata a Maiduguri.
Il Training and Doctrine Command venne formato nel 1981, e si trova a Minna. Vigila le scuole dell'esercito, tra cui il Deposito. L'esercito sponsorizza la Nigerian Military School a Zaria.

## Forze militari nigeriane all'estero

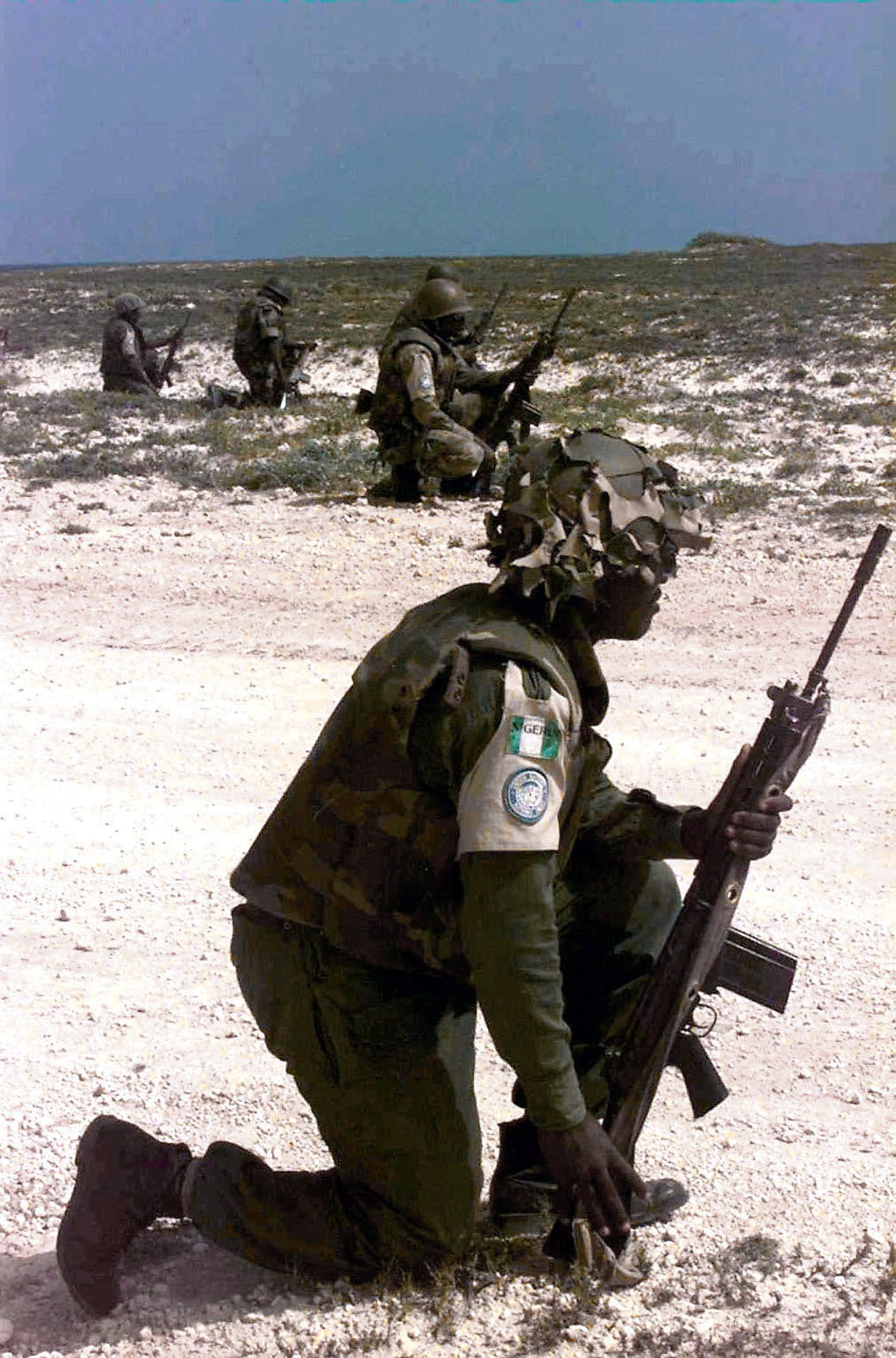
Soldati nigeriani in Somalia, 1993

Nel mese di dicembre 1983, il nuovo regime del Capo dello Stato della Nigeria, il maggiore generale Muhammadu Buhari, annunciò che la Nigeria non poteva più permettersi un ruolo anti-coloniale attivista in Africa. I membri anglofoni della Comunità economica degli Stati dell'Africa occidentale (ECOWAS), istituita ECOMOG, dominata dall'esercito nigeriano, nel 1990 intervenne nella guerra civile in Liberia. L'esercito dimostrò la sua capacità di mobilitare, implementare e sostenere le forze di brigata a sostegno delle operazioni di peacekeeping in Liberia. Forze armate più piccole avevano già effettuato implementazioni delle Nazioni Unite e dell'ECOWAS nella ex Jugoslavia, in Angola, Ruanda, Somalia, e Sierra Leone.
La dichiarazione politica anti-coloniale non impedì alla Nigeria sotto i Generali Ibrahim Babangida nel 1990 e Sani Abacha nel 1997 d'inviare truppe di pace come parte dell'ECOMOG sotto gli auspici della CEDEAO in Liberia e poi in Sierra Leone quando scoppiarono le guerre civili in questi paesi. Il presidente Olusegun Obasanjo, nel mese di agosto 2003, impegnò ancora una volta le truppe nigeriane in Liberia, sotto la pressione degli Stati Uniti, per fornire una presenza provvisoria fino a quando la forza delle Nazioni Unite UNMIL sarebbe arrivata. Charles Taylor venne successivamente sollevato dal potereda chi? ed esiliato in Nigeria.
Nell'ottobre 2004, le truppe nigeriane vennero dispiegate nel Darfur, Sudan, per guidare una forza dell'Unione Africana per proteggere i civili lì.
Nel gennaio 2013, la Nigeria cominciò a schierare truppe in Mali come parte della Missione internazionale di sostegno al Mali.
La Nigeria affermò di aver contribuito con più di 20.000 soldati e agenti di polizia in varie missioni dell'ONU dal 1960. La Nigeria Police Force e le truppe hanno servito in luoghi come UNIPOM (missione India-Pakistan Osservatore ONU) del 1965, UNIFIL in Libano del 1978, la missione di osservatori delle Nazioni Unite, UNIIMOG vigilando sul cessate il fuoco tra Iran e Iraq nel 1988, ex Jugoslavia del 1998 e Timor Est del 1999, e Repubblica Democratica del Congo (MONUC) del 2004.
Gli ufficiali nigeriani hanno servito come capi della difesa in altri paesi, con il generale di brigata Maxwell Khobe che servì come Capo di Stato Maggiore della Sierra Leone nel 1998-1999, e gli ufficiali nigeriani agiscono come Ufficiale in Carica di Comando delle forze armate liberiane da almeno il 2007.

## Capi dell'esercito nigeriano
Di seguito è riportato un elenco cronologico di ufficiali ricoprenti la carica di General Officer Commanding (GOC) o Capo di Stato Maggiore dell'Esercito (COAS).
| Ufficiale                                                      | Titolo | Periodo in servizio            | Osservazioni                                                                |
| -------------------------------------------------------------- | ------ | ------------------------------ | --------------------------------------------------------------------------- |
| Mag. Gen. Kenneth G. Exham                                     |        | 1956–1959                      | Duke of Wellington's Regiment                                               |
| Mag. Gen. Foster                                               | GOC    |                                |                                                                             |
| Mag. Gen. John Alexander Mackenzie                             | GOC    | 1963                           |                                                                             |
| Mag. Gen.g Sir Christopher Welby-Everard                       | GOC    | 1963–1965                      | Ultimo GOC britannico                                                       |
| Mag. Gen. Johnson Aguiyi-Ironsi                                | GOC    | 1965–1966                      | Più tardi dittatore militare                                                |
| Tn. Col. Yakubu Gowon FSS                                      | COAS   | gennaio 1966 - luglio 1966     | Più tardi dittatore militare                                                |
| Tn. Col. Joseph Akahan OFR FSS                                 | COAS   | maggio 1967 - maggio 1968      |                                                                             |
| Mag. Gen. Hassan Katsina rcds psc                              | COAS   | maggio 1968 - gennaio 1971     |                                                                             |
| Mag. Gen. David Ejoor                                          | COAS   | gennaio 1971 - luglio 1975     |                                                                             |
| Tn. Gen. Theophilus Danjuma                                    | COAS   | luglio 1975 - ottobre 1979     |                                                                             |
| Tn. Gen. Ipoola Alani Akinrinade CFR FSS                       | COAS   | ottobre 1979 - aprile 1980     |                                                                             |
| Tn. Gen. Gibson Jalo CFR FSS JSS                               | COAS   | aprile 1980 - ottobre 1981     |                                                                             |
| Tn. Gen. Mohammed Inuwa Wushishi CFR FSS                       | COAS   | ottobre 1981 - ottobre 1983    |                                                                             |
| Mag. Gen. Ibrahim Babangida                                    | COAS   | gennaio 1984 - agosto 1985     | Più tardi dittatore militare                                                |
| Tn. Gen. Sani Abacha GCON, DSS mni                             | COAS   | agosto 1985 - agosto 1990      | Più tardi dittatore militare                                                |
| Tn. Gen. Salihu Ibrahim FSS FHWC                               | COAS   | agosto 1990 - settembre 1993   |                                                                             |
| Tn. Gen. Aliyu Gusau Mohammed DSS rcds                         | COAS   | settembre 1993 - novembre 1993 |                                                                             |
| Mag. Gen. Chris Alli CRG DSS ndc psc(+)                        | COAS   | novembre 1993 - agosto 1994??  |                                                                             |
| Mag. Gen. Alwali Kazir DSS Usawc psc(+)                        | COAS   | agosto 1994 - marzo 1996       |                                                                             |
| Tn. Gen. Ishaya Bamaiyi DSS Usawc psc(+)                       | COAS   | marzo 1996-maggio 1999         |                                                                             |
| Tn. Gen. Victor Malu DSS mni fwc psc                           | COAS   | maggio 1999 - aprile 2001      |                                                                             |
| Tn. Gen. Alexander Ogomudia                                    | COAS   | aprile 2001 - giugno 2003      | Più tardi Chief of Defence Staff (CDS).                                     |
| Tn. Gen. Martin Luther Agwai                                   | COAS   | giugno 2003 - giugno 2006      | Più tardi Comandante dell'UNAMID.                                           |
| Tn. Gen. Owoye Andrew Azazi                                    | COAS   | 1 giugno 2006 - maggio 2007    | Più tardi Chief of Defence Staff (CDS).                                     |
| Tn. Gen. Luka Yusuf CFR GSS GPP DSO psc(+) fwc Msc             | COAS   | giugno 2007 - agosto 2008      |                                                                             |
| Tn. Gen. Abdulrahman Bello Dambazau CFR GSS psc ndc fwc(+) PhD | COAS   | agosto 2008 - settembre 2010   |                                                                             |
| Tn. Gen. Onyabor Azubuike Ihejirika CFR GSS psc(+) fwc fniqs   | COAS   | settembre 2010 - gennaio 2014  |                                                                             |
| Tn. Gen. Kenneth Minimah GSS psc(+) fwc                        | COAS   | gennaio 2014 – luglio 2015     |                                                                             |
| Maggiore Generale Tukur Yusuf Buratai                          | COAS   | luglio 2015 - 2021             | Comandante della Multinational Joint Task Force (maggio 2015 - luglio 2015) |
| Tn. Gen. Ibrahim Attahiru GSS psc(+) fwc                       | COAS   | 2021 – 2021                    |                                                                             |

## Equipaggiamento
Nonostante un'enfasi eccessiva sul materiale e la raffinatezza delle forze armate nigeriane, e nonostante in possesso di alcuni componenti d'armamento formidabili, l'esercito è stato ostacolato dalla carenza di tecnici e di un'eccezionalmente scarso standard di manutenzione. La sua sovrabbondanza di fornitori esteri, tra cui Austria, Brasile, Francia, Germania, Italia, Svezia, Svizzera, Romania, l'ex Unione Sovietica, e il Regno Unito, complica anche la logistica. Il solo calcolo della dimensione e della portata delle rimanenze di ricambio è impossibile dato il serraglio dell'equipaggiamento in uso.
L'esercito nigeriano mantiene almeno 82 diversi sistemi d'arma e 194 tipi di munizioni, di 62 diverse categorie, da 14 produttori mondiali.

### Armi leggere
| Nome               | Tipo                    | Paese d'origine  | Note                            |
| ------------------ | ----------------------- | ---------------- | ------------------------------- |
| Beretta 92         | Pistola semi-automatica | Italia           |                                 |
| Beretta M51        | Pistola semi-automatica | Italia           |                                 |
| Browning Hi-Power  | Pistola semi-automatica | Belgio           | Alcune di produzione nigeriana. |
| Walther P5         | Pistola semi-automatica | Germania Ovest   |                                 |
| Beretta M12        | Pistola mitragliatrice  | Italia           | Alcune di produzione nigeriana. |
| Heckler & Koch MP5 | Pistola mitragliatrice  | Germania         |                                 |
| Sa vz. 23          | Pistola mitragliatrice  | Cecoslovacchia   |                                 |
| Sten               | Pistola mitragliatrice  | Regno Unito      |                                 |
| Sterling           | Pistola mitragliatrice  | Regno Unito      |                                 |
| Uzi                | Pistola mitragliatrice  | Israele          |                                 |
| Beryl M762         | Fucile d'assalto        | Polonia          |                                 |
| M16A1              | Fucile d'assalto        | Stati Uniti      |                                 |
| FN FNC             | Fucile d'assalto        | Belgio           |                                 |
| Beretta AR70/90    | Fucile d'assalto        | Italia           |                                 |
| SIG SG 540         | Fucile da battaglia     | Svizzera         |                                 |
| Daewoo K2          | Fucile d'assalto        | Corea del Sud    |                                 |
| AK-47              | Fucile d'assalto        | Unione Sovietica | Prodotto come OBJ-006.          |
| AKM                | Fucile d'assalto        | Unione Sovietica |                                 |
| FN FAL             | Fucile da battaglia     | Belgio           | Variante locale designata NR1.  |
| Heckler & Koch G3  | Fucile da battaglia     | Germania Ovest   | Alcuni di produzione nigeriana. |
| Beretta BM-59      | Fucile da battaglia     | Italia           | Alcuni di produzione nigeriana. |
| Vz. 52             | Fucile semi-automatico  | Cecoslovacchia   |                                 |
| Browning M2        | Mitragliatrice pesante  | Stati Uniti      |                                 |
| Degtyaryov 1938/46 | Mitragliatrice leggera  | Unione Sovietica |                                 |
| FN MAG             | Mitragliatrice media    | Belgio           | Alcune di produzione nigeriana. |
| RPK                | Mitragliatrice leggera  | Unione Sovietica |                                 |
| RPG-7              | Arma anticarro          | Unione Sovietica | Alcuni di produzione nigeriana. |

### Missili e cannoni senza rinculo
| Nome        | Tipo              | Paese d'origine | Note              |
| ----------- | ----------------- | --------------- | ----------------- |
| Swingfire   | Missile anticarro | Regno Unito     | 100 in magazzino. |
| M40         | Arma anticarro    | Stati Uniti     |                   |
| Carl Gustav | Arma anticarro    | Svezia          | 30 in servizio.   |

### Veicoli
| Nome            | Tipo                                    | Paese d'origine  | In Servizio | Note                                    |
| --------------- | --------------------------------------- | ---------------- | ----------- | --------------------------------------- |
| T-72            | Carro armato da combattimento           | Unione Sovietica | 16          | Provenienti dalla Repubblica Ceca.      |
| T-54/55         | Carro armato da combattimento           | Unione Sovietica | 24          | 50 consegnati.                          |
| Vickers         | Carro armato da combattimento           | Regno Unito      | 108         | Mk III.                                 |
| AMX-30          | Carro armato da combattimento           | Francia          | 16          |                                         |
| FV101 Scorpion  | Veicolo da ricognizione                 | Regno Unito      | 157         |                                         |
| FV107 Scimitar  | Veicolo da ricognizione                 | Regno Unito      | 5           |                                         |
| BMP-1           | Veicolo da combattimento della fanteria | Unione Sovietica | 4           | Variante BVP-1.                         |
| Saurer 4K 4FA   | Veicolo trasporto truppe                | Austria          | 250         | 300 consegnati.                         |
| MT-LB           | Veicolo trasporto truppe                | Polonia          | 67          | Provenienti dalla Polonia.              |
| Mowag Piranha   | Veicolo trasporto truppe                | Svizzera         | 110         |                                         |
| BTR-3           | Veicolo trasporto truppe                | Ucraina          | 47          | Variante BTR-3U "Guardian".             |
| BTR-70          | Veicolo trasporto truppe                | Unione Sovietica | 18          |                                         |
| BTR-60          | Veicolo trasporto truppe                | Unione Sovietica | 6           |                                         |
| Saracen         | Veicolo trasporto truppe                | Regno Unito      | 10          | 20 consegnati.                          |
| Saxon           | Veicolo trasporto truppe                | Regno Unito      | 75          | Manutenzione dubbiosa.                  |
| Panhard M3      | Veicolo trasporto truppe                | Francia          | 18          |                                         |
| Igirigi         | Veicolo trasporto truppe                | Nigeria          |             | Rimpiazza il Pf1.                       |
| Otokar Cobra    | Veicolo blindato multiruolo             | Turchia          | 204         |                                         |
| RG-34           | MRAP                                    | Sudafrica        |             | Variante locale designata Proforce Pf1. |
| Casspir         | MRAP                                    | Sudafrica        | 5           | Variante Casspir III.                   |
| Reva            | MRAP                                    | Sudafrica        |             | Mk III.                                 |
| ERC-90          | Autoblindo                              | Francia          | 80          | 40 con torretta Lynx.                   |
| EE-9 Cascavel   | Autoblindo                              | Brasile          | 70          | Consegnato nel 1994.                    |
| Panhard AML     | Autoblindo                              | Francia          | 130         | Varianti AML-60 e AML-90.               |
| Saladin         | Autoblindo                              | Regno Unito      | 16          |                                         |
| Shorland        | Autoblindo                              | Regno Unito      |             | Mk 3.                                   |
| Fox             | Scout Car                               | Regno Unito      | 55          |                                         |
| Panhard VBL     | Scout Car                               | Francia          | 72          |                                         |
| Ferret          | Scout Car                               | Regno Unito      | 25          | 40 delivered.                           |
| FV104 Samaritan | Ambulanza                               | Regno Unito      |             |                                         |
| KrAZ-6322       | Camion utility                          | Ucraina          |             |                                         |
| Pinzgauer       | Camion utility                          | Austria          |             |                                         |
| Land Rover      | Veicolo utility                         | Regno Unito      |             | Alcune di produzione locale.            |
| Haflinger       | Veicolo utility                         | Austria          | 400         |                                         |
| Toyota Hilux    | Camion leggero                          | Giappone         |             |                                         |

### Artiglieria
| Nome                  | Tipo                 | Paese d'origine  | In Servizio | Note                            |
| --------------------- | -------------------- | ---------------- | ----------- | ------------------------------- |
| Palmaria              | Obice semovente      | Italia           | 25          |                                 |
| BM-21 Grad            | Lanciarazzi multiplo | Unione Sovietica | 30          | Variante APR-21.                |
| RM-70                 | Lanciarazzi multiplo | Cecoslovacchia   | 6           |                                 |
| L16                   | Mortaio 81mm         | Regno Unito      | 200         | Alcuni di produzione nigeriana. |
| ZiS-3                 | Cannone anticarro    | Unione Sovietica |             |                                 |
| D-30                  | Obice                | Unione Sovietica | 90          |                                 |
| D-74                  | Obice                | Unione Sovietica | 90          |                                 |
| M46                   | Obice                | Unione Sovietica | 7           |                                 |
| D-20                  | Obice                | Unione Sovietica | 4           | Delivered in 1992.              |
| Haubits FH77          | Obice                | Svezia           | 24          |                                 |
| OTO Melara 105 mm M56 | Obice                | Italia           | 124         | 200 consegnati.                 |

### Difesa aerea
| Nome        | Tipo                        | Paese d'origine  | In Servizio | Note                       |
| ----------- | --------------------------- | ---------------- | ----------- | -------------------------- |
| Bofors L/60 | Cannone antiaereo trainato  | Svezia           | 12          |                            |
| ZPU         | Cannone antiaereo trainato  | Unione Sovietica |             |                            |
| ZSU-23-4    | Cannone antiaereo semovente | Unione Sovietica | 30          |                            |
| ZU-23-2     | Cannone antiaereo trainato  | Unione Sovietica | 350         |                            |
| Blowpipe    | Missile terra-aria          | Regno Unito      | 48          |                            |
| Roland      | Missile terra-aria          | Francia          | 16          | Mounted on AMX-30 chassis. |
| Strela 2    | Missile terra-aria          | Unione Sovietica | 100         |                            |

### Mezzi aerei
Sezione aggiornata annualmente in base al World Air Force di Flightglobal del corrente anno. Tale dossier non contempla UAV, aerei da trasporto VIP ed eventuali incidenti accorsi durante l'anno della sua pubblicazione. Modifiche giornaliere o mensili che potrebbero portare a discordanze nel tipo di modelli in servizio e nel loro numero rispetto a WAF, vengono apportate in base a siti specializzati, periodici mensili e bimestrali. Tali modifiche vengono apportate onde rendere quanto più aggiornata la tabella.
| Aeromobile                                | Origine              | Tipo        | Versione (denominazione locale) | In servizio (2024) | Note                                                                                        | Immagine |
| Elicotteri                                |                      |             |                                 |                    |                                                                                             |          |
| MD Helicopters MD 530 Cayuse Warrior Plus | elicottero d'attacco | Stati Uniti | MD 530F                         | 0                  | 12 MD 530F Cayuse Warrior Plus selezionati il 7 marzo 2023 e ordinati il 28 settembre 2023. |          |
| Bell UH-1 Huey                            | elicottero utility   | Stati Uniti | UH-1H                           | 2                  | 2 UH-1H ricevuti il 20 giugno 2024.                                                         |          |